# بقم أذيني
بقم أذيني (الاسم العلمي:Caesalpinia stipularis) هو نوع من النباتات يتبع جنس البقم من الفصيلة البقولية.